# Sur le chemin du salut
Sur le chemin du salut (ouïghour : نىجاتلىق يولىدا ; Qurtulush Yolida) est un hymne patriote considéré comme hymne national de la Première République de Turkestan oriental et d'hymne national de facto du gouvernement en exil du Turkestan oriental. Il a été écrit par Memet Ali Tewfiq en 1933, et est chanté par les Ouïghours du Turkestan oriental.
En Chine, il est considéré comme un symbole anticonstitutionnel, et son utilisation en dehors de « contextes éducatifs ou artistiques » est une infraction pénale.